# Ziano Piacentino
Ziano Piacentino (Ṡiàn in dialetto piacentino) è un comune italiano di 2 538 abitanti della provincia di Piacenza in Emilia-Romagna.

## Geografia fisica
Il comune di Ziano occupa una superficie di 32,9 km² all'estremità ovest della provincia di Piacenza, al confine con l'Oltrepò pavese. Il territorio comunale è pressoché interamente racchiuso nella fascia collinare delle prime propaggini dell'Appennino ligure, al limitare dell'alta pianura. Il territorio comunale è bagnato dai torrenti Bardonezza, Lora e Carona. Una piccola porzione del territorio comunale, bagnata dal corso del torrente Gualdora, affluente del Tidone, rientrando, quindi, nella val Tidone. Il comune è lambito a sud dal 45º parallelo, la linea equidistante fra il polo nord e l'equatore.

## Storia
La zona di Ziano è popolata sin dall'età della pietra, come testimoniano alcuni ritrovamenti di reperti. In epoca romana la zona fu abitata, ne è prova il ritrovamento, tra il 1995 e il 1996 di una villa agricola chiamata Fundum Lucianum risalente al I secolo d.C. nella zona di Luzzano.
L'esistenza di un insediamento chiamato castrum de Zilianum è testimoniata da un documento testamentario del 1029, conservato nella biblioteca vescovile di Bobbio. In tale documento il diacono Gherardo si impegna a lasciare il castrum e la cappella dedicata a San Paolo, al marchese Ugo. Alla morte del marchese, data la mancanza di eredi, la proprietà passa al vescovato di Piacenza, in accordo a quanto aveva stabilito lo stesso diacono Gherardo. Il nome Zilianum, con cui il borgo era chiamato all'epoca, derivava probabilmente da Cilius, un possidente terriero romano.

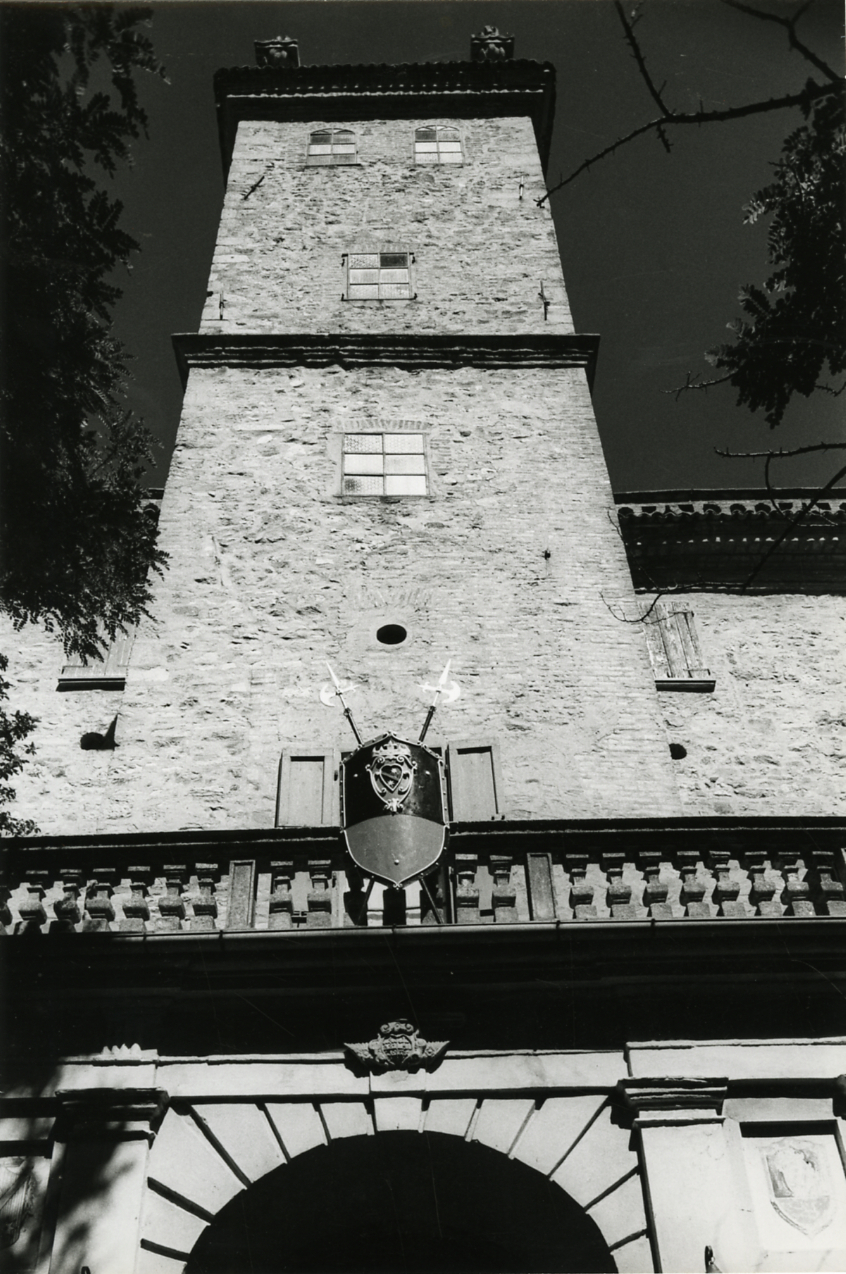
Il castello di Montalbo, foto di Paolo Monti

La zona di Ziano riveste importanza strategica durante le lotte tra le forze guelfe piacentine e le milizie ghibelline di Pavia durante il XIII secolo. Nonostante gli sforzi dei guelfi, i pavesi riescono a conquistare la zona nel 1242, occupando il castello del capoluogo. Nel 1271 Ziano viene scelto dal Papa Gregorio X come sede d'incontro tra il comune di Piacenza, rappresentato dal nipote del Papa il Cardinale Vicedomino Vicedomini, e Ubaldino (Ubertino) Landi, portavoce dei ghibellini. In seguito all'incontro, questi decide di non sottoscrivere alcuna risoluzione pacifica venendo, pertanto, scomunicato.
Nel 1312, ricevuto l'ordine dal padre Alberto, Francesco Scotti attacca il castello di Ziano con lo scopo di danneggiare gli interessi della famiglia Visconti in val Tidone. Successivamente, le colline della zona sono teatro di violenti scontri tra i ghibellini di Galeazzo II Visconti e le milizie pontificie di Gregorio XI. In quegli anni i feudi con i castelli di Montalbo e Vicomarino furono di proprietà delle famiglie Scotti, Arcelli, Dal Verme e Anguissola. Nel 1372 Ziano si arrende e viene occupato in nome del Papa da parte di Dondazio Malvicini. In seguito, il forte passa di proprietà numerose volte: è della signoria degli Arcelli, poi dei Piccinino e nuovamente degli Arcelli a partire dal 1450.
Nel 1467 gli Sforza Fogliani diventano i nuovi feudatari di Ziano. Tra il 1558 e il 1576 il castello è di proprietà dei conti Sforza della contea di Borgonovo, venendo, poi, acquistato dai marchesi Zandemaria nel 1691 i quali lo trasformano da fortilizio a dimora signorile.
Costituiti i comuni in età napoleonica, fino al 1823 Vicobarone ospita la sede comunale, trasferita, poi, in quell'anno a Vicomarino. Nel 1888 avviene il definitivo trasferimento della sede comunale a Ziano, con conseguente cambio di denominazione. Nel 1928 il nome del comune viene variato aggiungendo l'aggettivo Piacentino dopo il nome Ziano.
Il 12 novembre 2015 il consiglio comunale delibera l'invio alla regione di un'istanza per l'avvio del procedimento di fusione con il confinante comune di Borgonovo Val Tidone; Il successivo 22 dicembre l'assemblea legislativa approva la proposta di legge sull'indizione di un referendum consultivo, poi deliberato con decreto del presidente della giunta regionale e fissato per il 6 marzo. Il referendum vede la vittoria del no nel comune di Ziano e del sì nel comune di Borgonovo: a causa della vittoria del no a Ziano, l'avanzamento della proposta di fusione viene bloccato.

### Simboli
Lo stemma e il gonfalone del comune di Ziano Piacentino sono stati concessi con decreto del presidente della Repubblica del 19 marzo 2003.
Il gonfalone è un drappo di azzurro.

## Monumenti e luoghi d'interesse
Palazzo Malvicini FontanaComplesso situato a Vicobarone e costruito nel XVII secolo, presenta una forma di U ed è addossato ad una torre risalente all'anno Mille e originariamente dotata di un pozzo delle lame. Restaurato, è stato adibito ad attività di accoglienza turistica.
Castello di Costola di VicomarinoEdificio caratterizzato da una struttura a U dotato di mura scarpate sul fossato, originariamente colmo d'acqua e, in seguito, interrato. Il complesso, mai citato nelle opere sulla storia del piacentino, presenta tracce di una torre sul fronte rivolto verso il cortile interno, mentre le finestre del sottotetto potrebbero essere state ottenute a partire da una preesistente merlatura. Le linee originali del castello sono state profondamente alterate da trasformazioni e ristrutturazioni ripetuti in diversi periodi storici.
Castello di MontalboEdificato nel 1138, venne distrutto una prima volta nel 1215 da parte di truppe pavesi e, ancora, una seconda volta nel 1516 da parte della famiglia Dal Verme all'interno di un'operazione antifrancese nell'ambito delle guerre d'Italia del XVI secolo, venendo ogni volta ricostruito. Passato, in seguito, di proprietà di varie famiglie, tra i quali gli Scotti, fu anche sede estiva dei seminaristi di Piacenza e nel corso della seconda guerra mondiale ospitò un comando militare. L'edificio presenta una struttura esagonale dominato dalla torre che funge da ingresso ed è, con molta probabilità, la parte più antica del complesso. Le forme del castello risentono fortemente dello stile del Vignola.

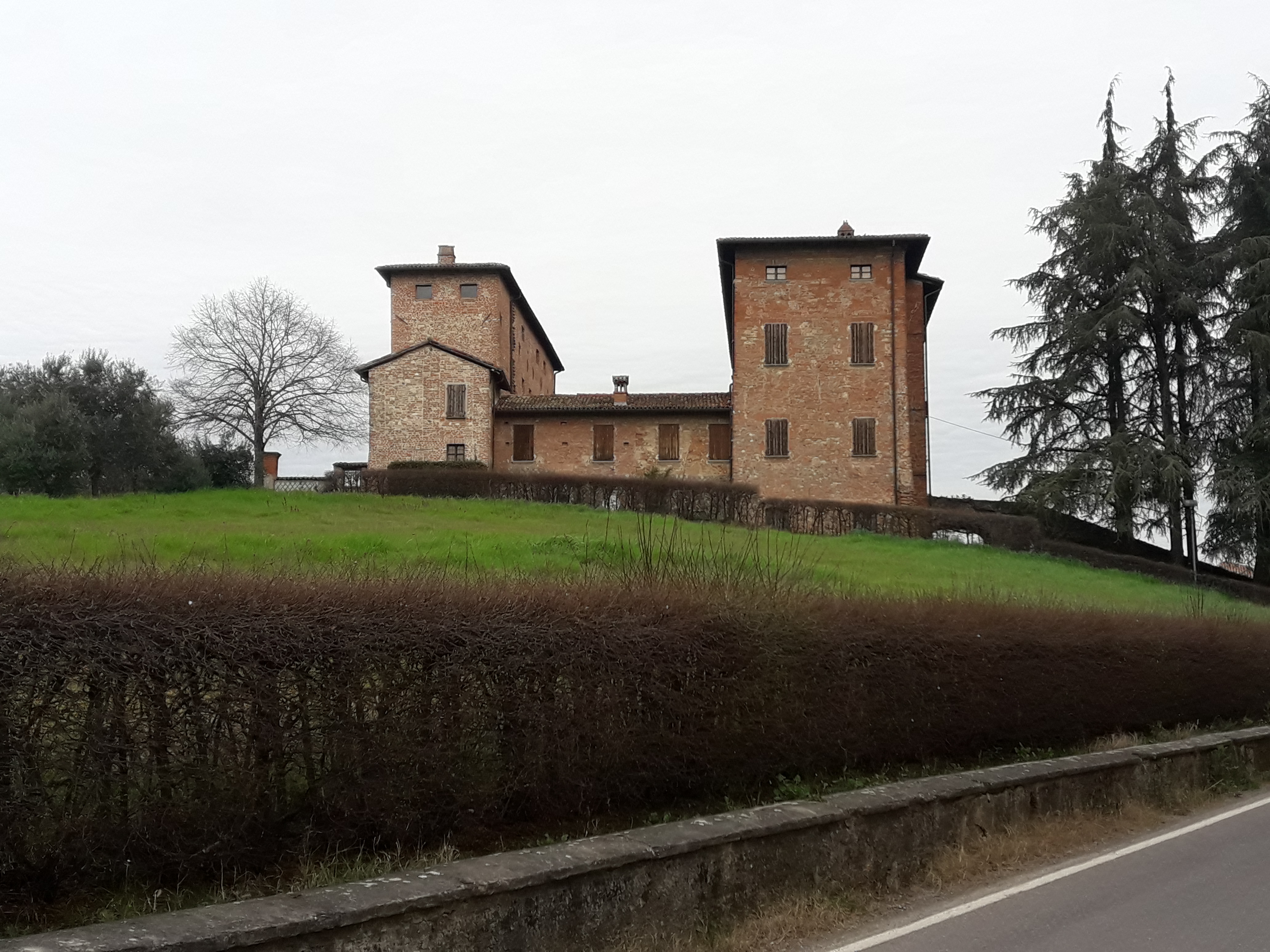
Il castello di Seminò

Castello di SeminòRisalente al periodo intorno all'anno mille, viene citato per la prima volta in documenti risalenti al 1025 e, poi, al 1061. Nel 1249 subì l'occupazione da parte delle truppe di Federico II di Svevia, mentre nel corso del XIV secolo divenne di proprietà della famiglia Leccacorvi. Con l'estinzione dei Leccacorvi, avvenuta nel 1497 passò alla Camera Ducale farnesiana e, da questa, agli Scotti da Montalbo. L'edificio si compone di due corpi di fabbrica paralleli di diverse dimensioni. L'ingresso principale del castello è servito da una scalinata composta da 52 gradini.
Castello di VicobaroneOriginariamente fortilizio medievale costruito a scopi difensivi, a differenza di altri castelli della zona, fu praticamente immune dagli attacchi condotti dalle truppe pavesi, probabilmente a causa della sua posizione. Alla fine del XVII secolo la proprietà dei marchesi Malvicini Fontana operò una serie di modifiche che ne sancirono la trasformazione in dimora signorile.
Castello di VicomarinoCitato per la prima volta nel 1215, anno in cui venne distrutto da parte di truppe pavesi, così come altri castelli limitrofi. Ancora nel 1242 subì pesanti danneggiamenti, sempre da parte di milizie provenienti da Pavia, mentre nel 1294 venne distrutto dalla famiglia Malaspina. Negli anni successivi passò più volte di mano diventando di proprietà degli Scotti, poi dei Dal Verme e degli Anguissola. L'originale castello è stato trasformato col tempo in dimora residenziale con e inglobato a un'azienda agricola.
Castello di ZianoCitato per la prima volta in un testamento conservato nella biblioteca vescovile di Bobbio in cui veniva lasciato al marchese Ugo e alla moglie Gisla da parte del diacono Gherardo. Negli anni successivi, interrottasi la casata del marchese, l'edificio entrò nei beni della mensa vescovile di Piacenza. Nel 1242 venne occupato da truppe pavesi provenienti dalla zona di Arena Po, mentre nel 1271 fu la sede di un incontro tra il comune di Piacenza e Ubaldino Landi, portavoce della fazione ghibellina. Nel 1312 venne distrutto da Francesco Scotti, mentre nel 1372 venne occupato dalle truppe papali comandate da Dondazio Malvicini. Negli anni successivi passò di mano parecchie volte fino a diventare di proprietà dei marchesi Zandemaria nel 1691, i quali ne avviarono la trasformazione a scopo residenziale.
Torre FornelloTorre costruita nel quattrocento ad opera della famiglia Sanseverino e successivamente ampliata e trasformata in dimora padronale su iniziativa della famiglia Zanardi Landi a partire dal seicento. Il complesso, preservato dallo smembramento in parti a causa di una clausola inserita nel testamento di donna Luigia Scotti Douglas, è stato ristrutturato completamente tra la fine del XX e l'inizio del XXI secolo e ospita la sede di un'azienda vitivinicola. Una leggenda riferisce la presenza nel complesso del fantasma di una nobildonna, condannata a morte con l'accusa di stregoneria.

## Società

### Evoluzione demografica
Abitanti censiti

## Economia
La zona di Ziano presenta una spiccata vocazione agricola: fino agli anni '50 la produzione locale era incentrata prevalentemente sulla produzione di cereali e foraggi da usare in supporto all'allevamento. A partire da quegli anni si è diffusa la viticoltura che è diventata l'attività prevalente e copre circa i 2/3 della superficie comunale, per un totale di circa 250 aziende. Il comune di Ziano rientra nella zona di produzione DOC dei Colli piacentini, ove si producono, tra gli altri, la Malvasia, il Bonarda, l'Ortrugo, il Barbera e il Gutturnio, ricavato da una mescolanze di uve Bonarda e Barbera.
La tradizione produttiva vitivinicola è sfruttata anche a livello turistico, con l'ottenimento, avvenuto nel 1998, del titolo di Città del Vino conferito dall'omonima associazione con la quale vengono organizzate attività di promozione del territorio e degustazione dei prodotti tipici.

## Infrastrutture e trasporti
Il territorio comunale non è attraversato da nessuna ferrovia o autostrada: la stazione e il casello autostradale più vicini si trovano entrambi a Castel San Giovanni, posti rispettivamente, sulla ferrovia Alessandria-Piacenza e sull'autostrada A21.
Il territorio comunale è interessato dal percorso della strada provinciale 27 di Ziano che collega Borgonovo Val Tidone al capoluogo comunale per poi proseguire fino a Vicobarone e al confine con la provincia di Pavia e la strada provinciale 44 di Montalbo che collega Castel San Giovanni a Trevozzo, frazione del comune di Alta Val Tidone attraversando buona parte del territorio zianese tra cui la frazione da cui prende il nome.

## Amministrazione
Di seguito è presentata una tabella relativa alle amministrazioni che si sono succedute in questo comune.
| Periodo        | Periodo        | Primo cittadino    | Partito                                          | Carica  | Note   |
| -------------- | -------------- | ------------------ | ------------------------------------------------ | ------- | ------ |
| 26 giugno 1985 | 26 maggio 1990 | Enrico Franchini   | Partito Comunista Italiano                       | Sindaco | [ 32 ] |
| 26 maggio 1990 | 24 aprile 1995 | Enrico Franchini   | Partito Comunista Italiano                       | Sindaco | [ 32 ] |
| 24 aprile 1995 | 14 giugno 1999 | Enrico Franchini   | Centro-sinistra e liste civiche                  | Sindaco | [ 32 ] |
| 14 giugno 1999 | 14 giugno 2004 | Romano Torselli    | Lista civica                                     | Sindaco | [ 32 ] |
| 14 giugno 2004 | 8 giugno 2009  | Enrico Franchini   | Lista civica                                     | Sindaco | [ 32 ] |
| 8 giugno 2009  | 26 maggio 2014 | Manuel Ghilardelli | Centro-destra (Lega Nord, PDL e Unione di Centro | Sindaco | [ 32 ] |
| 26 maggio 2014 | 27 maggio 2019 | Manuel Ghilardelli | Lista civica Per Ziano                           | Sindaco | [ 32 ] |
| 27 maggio 2019 | 9 giugno 2024  | Manuel Ghilardelli | Lista civica Ghilardelli per Ziano               | Sindaco | [ 32 ] |
| 9 giugno 2024  | in carica      | Manuel Ghilardelli | Lista civica Ghilardelli per Ziano               | Sindaco | [ 32 ] |

### Gemellaggi
- Pont-de-l'Isère, dal 2003[33]

### Altre informazioni amministrative
A partire dal 2014, anno di costituzione dell'ente, Ziano Piacentino ha fatto dell'Unione della Bassa Val Tidone insieme ai comuni di Borgonovo Val Tidone e Castel San Giovanni. Nel 2015, anno in cui venne costituita un'unica unione nella porzione piacentina della val Tidone, l'Unione dei comuni Val Tidone, con il contestuale scioglimento dell'unione di cui faceva parte, il comune di Ziano decise di non partecipare al nuovo ente.

## Sport

### Calcio
La principale squadra di calcio del comune è l'U.S. Ziano, fondata nel 1982 e militante tra la Terza e la Seconda Categoria dalla fondazione fino alla stagione 2019-2020, quando disputa per la prima volta nella sua storia il campionato di Prima Categoria dopo la promozione ottenuta al termine della stagione precedente. I colori sociali della squadra sono il rosso ed il grigio.